# Слісаренко Олекса Андрійович
Оле́кса Андрі́йович Слісаре́нко (справжнє прізвище Снісар; *16 (28) березня 1891, х. Канівцевий, Шиповацька волость, Вовчанський повіт, Харківська губернія, Російська імперія — †3 листопада 1937 р., урочище Сандармох, Карелія, СРСР) — український поет і прозаїк, представник розстріляного відродження.
Жертва сталінського терору.

## Біографія
Народився на хуторі Канівцевому (нині с. Шипувате Великобурлуцького р-ну Харківської області) в родині лимаря, Андрія Прокоповича Снісаря, вчився в Кучерівській сільськогосподарській школі та Харківському рільничому училищі.
Після закінчення з 1912 року працював агрономом.
Учасник Першої світової війни, пройшов шлях від рядового до офіцера артилерії. 1918 року самовільно залишив фронт і переїхав до Києва.
З 1924 року мешкав у Харкові, головний редактор видавничого відділу «Книгоспілки» і в 1928—1929 роках співредактор журналу «Універсального журналу».

### Арешт і загибель
Громадський обвинувач на процесі СВУ (березень—квітень 1930 рік). У квітні 1934 року його заарештували органи ГПУ УРСР, у квітні 1935 року військовий трибунал засудив його до 10 років позбавлення волі. Покарання відбував на Соловках. У таборі сторожував на складі сільгоспу, 1936 року потрапив до штрафного ізолятора на 3 місяці. У жовтні 1937 року окрема трійка Управління НКВД СРСР по Ленінградській області переглянула справу Олекси Слісаренка й ухвалила застосувати до нього найвищу кару.
Розстріляний 3 листопада 1937  в Карелії (урочище Сандармох).
Реабілітований посмертно Військовою колегією Верховного суду СРСР 19 вересня 1957 року.

Олекса Слісаренко

## Творчість
З першими віршами виступив 1910 року Друкувався в студентському журналі «До праці» та в газеті «Рілля». У Києві пристав до угруповань українських символістів «Біла Студія» і «Музагет» (1919). Перша збірка символістських поезій Слісаренка, писаних під впливом О. Олеся, П. Тичини, К. Бальмонта й інших російських символістів і позначених деякими елементами експресіонізму, вийшла 1919 року у видавництві «Сяйво» під назвою «На березі Кастальському».
Згодом Слісаренко пристав до угруповань футуристів «Комкосмос» (1921), Асоціації панфутуристів (Аспанфут, 1921) і Асоціації комуністичної культури (Комункульт, 1924—1925) і видав збірку футуристичних віршів «Поеми» (1923). Обкладинку до збірки виготував Микола Бажан. У названих збірках, як і в книжці вибраної лірики 1911—1927 роках «Байда» (1928), Слісаренко виявив увагу до поетичного слова й майстерної форми.
Пізніше Слісаренко пориває із футуристами й переходить до Спілки пролетарських письменників «Гарт» (1925) потім ВАПЛІТЕ (1925—1928). Після «самоліквідації» ВАПЛІТЕ разом з Майком Йогансеном засновує «Техно-мистецьку групу А» (1929).
З 1924 року почав працювати у жанрі прози й видав понад 20 кн. гостро-сюжетних, писаних за зразком англійських і американських новел, оповідань, повістей і романів кримінально-пригодницького жанру: «Бунт» (1928), «Зламаний ґвинт» і «Чорний ангел» (1929) та «Хлібна ріка» і «Страйк» (1932). Теми й сюжети прозових творів Слісаренка взяті переважно з дореволюційного і революційного українського життя, їх герої — «маленькі», «сірі» люди в зустрічі з революційними подіями. Слісаренко писав також вірші й оповідання для дітей.
1927 року Слісаренко, що був тоді редактором видавництва «Книгоспілка», вступив у полеміку з Максимом Горьким. Попросивши улюбленця радянського режиму ознайомитися з українським перекладом повісті Горького «Мати», що планувало випустити видавництво, він отримав таку відповідь: «Я категорично проти скорочення повісті “Мати”, мені здається, що й переклад її українською говіркою також не потрібен. Мене дуже дивує той факт, що люди, ставлячи перед собою одну мету, не тільки множать розмаїття говірок — стараються зробити говірку “мовою” — а ще й пригноблюють тих великоросів, які виявилися меншиною в області даної говірки». Про свою відповідь Горькому Слісаренко казав: «[Я] написав про те, що не збираюся вступати з ним у філологічну полеміку про українську мову. “Язык” це чи “наречие” мені байдужісінько. Не цікавить мене, як московський міщанин розглядає українську націю та її мову, бо знаю, що за моїми плечима стоїть 40-мільйонний український народ з його тисячорічною літературою, мистецтвом і наукою. Більше ми з Горьким не листувались». Згодом це листування пригадали Слісаренку як один із пунктів звинувачень в українському буржуазному націоналізмі.
У 1931 видав під псевдонімом Омелько Буц містифікаційну «Посмертну збірку творів». Вибрані твори Слісаренка видані 1930 року у 3 тт. і повне зібрання творів 1931—1933 роках у 6 тт. Зв'язок Слісаренка з символістами й футуристами, його активна участь в літературних організаціях «Гарт» і ВАПЛІТЕ, а особливо гостра відповідь М. Ґорькому 1927 року за відмову видати переклад роману «Мати» українською мовою накликали на Слісаренка репресії.

## Сім'я
Був одружений. Дружина — Ганна Дмитрівна. Син Марко.
Сестри — Оксана, Олена, Наталія.

## Вшанування пам'яті
25 квітня 2024 року у місті Дергачі вулицю Маяковського перейменували на вулицю Олекси Слісаренка.

## Видання
- На березі Кастальському. Поезії. — Сяйво, 1919.
- Поеми. — Х.: Панфутуристи, 1923.
- В болотах. Оповіданя. — Х.: ДВУ, 1924.
- Плантації, 1925.
- Сотні тисяч сил. Оповідання. — Х.: Книгоспілка, 1925.
- Президент Кислокапустянської республіки, 1925.
- Дітям про хліб. — Х.: Книгоспілка, 1927.
- Жовтенятам про піонерів. Вірші. — Х.: Книгоспілка, 1927.
- Камінний виноград. Оповідання. — Х.: Книгоспілка, 1927.
- Сліди бурунів. Збірка оповідань. — Х.: Укр. робітник, 1927.
- Спроба на огонь. Редут № 16 (Оповідання). Х.: Укр. робітник, 1927.
- Хто збудував дім? — Х.: Книгоспілка, 1927.
- Хто нас боронить? — Х.: Книгоспілка, 1927.
- Авеніта. — Х.: Книгоспілка, 1928.
- Алхемік. — Х.: Укр. робітник, 1928.
- Байда. Вибрана лірика. 1911—1927. — Х.: ДВУ, 1928.
- Бунт. Повість. — Х.: Книгоспілка, 1928.
- Дід Мартин (Віршове оповідання для дітей дошкільного віку). — Х.: Книгоспілка, 1928.
- Душа Майстра. Оповідання. — Х.: Книгоспілка, 1928.
- Плантації. — Х.: Укр. робітник, 1928.
- Позолочене оливо. Оповідання. — К.: Пролетарська правда, 1928.
- Спроба на вогонь. — Х.: Укр. робітник, 1928.
- Шпончине життя та смерть. Оповідання. — Х.: Укр. робітник, 1928.
- Зламаний гвинт. Роман. — Х.: Укр. робітник, 1929.
- Непереможні сили. Вибрані оповідання. — Х.: ДВУ, 1929.
- Присуд. — Х.: Юрид. вид. України, 1929.
- Чорний ангел. Роман. — Х.: Книгоспілка, 1929.
- Авеніта. Оповідання. — Х.: ДВУ, 1930.
- Бунт. Повість. — Х.: Молодий більшовик, 1930.
- Вибрані твори. — Х.: Книгоспілка, 1930. Т. 1-3.
- Декляматор / за ред. О. Слісаренка. — 2-ге доповн. вид. — Харків: Книгоспілка, 1930. — 215 с.
- Плантації. — Х.: ДВУ, 1930.
- Полуда. Воєнні оповідання. — Х.: ДВУ, 1930.
- Сотні тисяч сил. Оповідання. — Х.: Книгоспілка, 1930.
- Байда. Вибрана лірика. 1911—1927. — Х.-К.: ЛіМ, 1931.
- В болотах. Поліські оповідання. — Х.: ЛіМ, 1931.
- Посмертна збірка творів. З портретом автора, некрологом та примітками. — Х.: ЛіМ, 1931. (На тит. стор. авт.: Буц О.)
- Твори. — Х.: Рух, 1931—1933. Т. 1-6.
- Горбате життя. Новели. — Х.-К.: ЛіМ, 1932.
- Страйк. Повість. — Х.-Одеса: Молодий більшовик, 1932.
- Хлібна ріка. Роман. — Х.: Рух, 1932.
- Бунт: Роман, повісті, оповідання. — Київ, 1965.
- Чорний ангел: Вірші, новели, повісті, роман. — Київ, 1990.
- Альманах трьох: зб. творів / Олекса Слісаренко, Микола Любченко, Михаль Семенко. — Київ: Друк. Т-ва І. М. Кушнерева, 1920. — 62 с.
- Сетон-Томпсон Е. Літун № 2590 / Е. Сетон-Томпсон ; пер. з англ. мови гр. з-ва ; обкл. М. Бланка ; зред. О. Слісаренко. — Вид. 2-ге. — Харків: Книгоспілка, 1930 р. — 24 с. : іл.
- Слісаренко О. Вибрані твори. Т. 1 / О. Слісаренко. — Харків: Книгоспілка, 1930. — 1930. — 280 с.
- Слісаренко О. Твори. Т. 3 : Новелі / О. Слісаренко — Харків: Рух, 1932. — 305 с.
- Слісаренко, О. Черничка ; Пошлю свою душу в юрбу ; Рабиня: поезії / О. Слісаренко // Музагет. — 1919. — № 1-3. — С. 30-32.
- Слісаренко, О. «Уот Уітмен»: вірш / О. Слісаренко // Червоний шлях. — 1923. — № 4—5. — С. 5.